# Пеполи (род)
Пеполи (итал. Pepoli) — существующий в настоящее время знатный итальянский род, правивший в Болонье в середине XIV века.

## История
Генеалогия рода ведётся от некого Пепуло, упоминающегося в документах 1202 года. В XIII веке представители рода появились в Болонье — первым из них считается Ромео Пеполи, изгнанный из города в 1321 году после участия в неудачной попытке семьи Джеремия захватить синьорию. В 1327 году сын Ромео, Таддео Пеполи, вернулся в город, возглавил оппозицию папской власти и при широкой народной поддержке в 1337 году стал синьором с титулом «хранитель мира и справедливости» (conservatore di pace e di giustizia); в 1340 году добился от Папы Римского Бенедикта XII должности викария Святого Престола. Сыновья Таддео, Джакомо и Джованни, в 1351 году уступили господство в Болонье архиепископу Джованни Висконти. Все попытки семьи вернуться к власти в XIV и XV веках завершились неудачно. В 1528 году граф Уго Пеполи прославился, сражаясь с испанцами под Капуей на стороне французского короля  Франциска I. В XVIII веке граф Корнелио Пеполи (1708—1777) обрёл известность благодаря своим литературным трудам. Видными деятелями Рисорджименто стал маркиз Джоаккино Наполеоне Пеполи со своими братьями Уго, Джованни и Акилле (они участвовали в обороне Рима в 1849 году). В начале XIX века Агостино Пеполи стал основателем фамильной ветви баронов Трапани на Сицилии; в этом городе находится музей его имени, с 1925 года принадлежащий государству.
В Болонье на улице Кастильоне, дом 7 существует дворец Пеполи Кампогранде (Palazzo Pepoli Campogrande), строительство которого начато по приказу графа Одоардо Пеполи в конце XVII века, архитекторы — Франческо Альбертони (Francesco Albertoni) и Джузеппе Антонио Торри (Giuseppe Antonio Torri). В настоящее время он используется в качестве картинной галереи.
В болонской базилике Сан-Доменико имеется придел Пеполи (cappella Pepoli), ценный образец готической архитектуры.
Для Марии Пеполи её муж маркиз Натоли Династия создал встроенный Дворец Натоли в качестве своей резиденции в Палермо в 1765 году.